# ناتالیا ناریشکینا
ناتالیا ناریشکینا (به روسی: Ната́лья Нары́шкина) (۱ سپتامبر ۱۶۵۱ – ۴ فوریه ۱۶۹۴) دومین همسر تزار الکسی یکم از سال ۱۶۷۱ تا ۱۶۷۶ و مادر پتر کبیر بود. او همچنین پس از سوفیا آلکسیونا دومین زنی بود که به عنوان نایب‌السلطنه روسیه تزاری بر این کشور حکومت کرد.
ناتالیا در سال ۱۶۷۱ با الکسی یکم تزار روسیه ازدواج کرد و یک سال بعد، پسرش پتر یکم فرمانروای آیندهٔ روسیه را به دنیا آورد. پس از مرگ تزار الکسی، وی رهبری ناموفق خاندان ناریشکین را برای رسیدن به قدرت به دست گرفت؛ که توسط خاندان میلوسلاوسکی کنار زده شدند. ۷ سال بعد، پس از کودتای پسرش پتر و به زیر کشیده شدن سوفیا آلکسیونا، او دوباره به عرصهٔ قدرت بازگشت و از سال ۱۶۸۹ تا ۱۶۹۴ میلادی، به عنوان نایب‌السلطنهٔ پسرش بر روسیه تزاری حکومت کرد. او در طول زندگی‌اش شاهد دست کم پنج فرمانروای تاریخ روسیه بود.

## اوایل زندگی

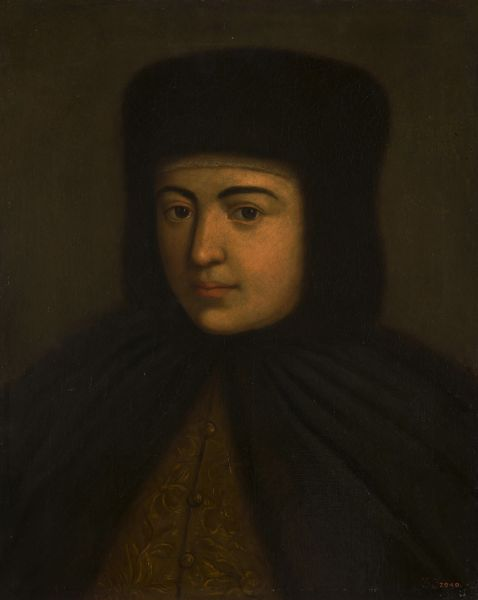
یک پرتره از ناتالیا ناریشکینا در جوانی

ناتالیا کیریلوونا ناریشکینا (به روسی: Ната́лья Кири́лловна Нары́шкина) در ۱ سپتامبر [سبک قدیمی: ۲۲ اوت] ۱۶۵۱ در مسکو و در یک خانوادهٔ اشرافی روسی از تاتارهای کریمه زاده شد. پدرش کیریل ناریشکین و مادرش آنا لئونتیوا بودند. او در خانهٔ آرتامون ماتویف، یک شخصیت متمایل به اروپا در مسکو بزرگ شد که باعث شد او نسبت به بسیاری از زنان روسی آن زمان، آزادتر و تحت تأثیر جهان غرب تربیت شود. ماتویف، یکی از تحصیل‌کرده‌ترین افراد زمان خود با فرهنگ غربی بود که چندین زبان خارجی می‌دانست. او مورد توجه تزار الکسی یکم قرار گرفت و تزار ادارهٔ روسیه کوچک را که در آن زمان تازه ضمیمهٔ قلمرو روسیه شده بود، به او سپرده بود. از اواخر سلطنت الکسی، این ماتویف بود که دولت روسیه را مدیریت می‌کرد. بودن در میان خانوادهٔ ماتویف شخصیت ناتالیای جوان را شکل داد. معلم او همسر ماتویف بود که با ناتالیا اغلب در مورد تجارت گفت‌وگو و او را از آخرین اخبار باخبر می‌کرد. بر روایت‌های موجود، همسر ماتویف خود یک زن «بسیار باهوش و فعال» بود که برای عرف آن زمان کاملاً غیرمعمول بود. ممکن است که ناتالیا ناریشکینا او را به عنوان الگوی خود قرار داده باشد.
جیکوب رایتنفلز جهانگرد و دیپلمات لیوونیایی که در جوانی ناتالیا را ملاقات کرده بود، او را چنین توصیف کرد:
تزارینا ناتالیای امروز، اگرچه آداب و رسوم بومی خود را بدون تغییر حفظ کرده، اما با داشتن ذهنی قوی و شخصیتی متعالی، خود را با چیزهای بی‌ارزش درگیر نمی‌کند و زندگی‌اش را تا حدودی آزادانه‌تر و شادتر پیش می‌برد. وقتی هنوز جوان بود، دو بار او را در مسکو دیدم؛ او زنی بود در شکوفا‌ترین سال‌هایش، با قامتی باشکوه، چشمان سیاه برآمده، چهره‌ای دلپذیر، دهانی گرد، پیشانی بلند، تناسبی زیبا در همهٔ اعضا، صدایی دلنشین و برازنده‌ترین آداب.

### ازدواج با تزار
در مارس ۱۶۶۹، همسر اول تزار الکسی، ماریا میلوسلاوسکایا در هنگام تولد چهاردهمین فرزندش درگذشت. با وجود تعداد بالای فرزندان متولد شدهٔ آنها، تعداد کمی از آنان سالم بودند؛ به طوری که تا شش ماه پس از مرگ او، تنها دو پسر از فرزندانش یعنی فیودور و ایوان زنده ماندند که هر دو نیز ضعیف یا معلول بودند. الکسی در کنار حمایت مردم روسیه و اگرچه نه از سوی خاندان ماریا، تصمیم به ازدواج مجدد گرفت؛ به این امید که صاحب وارثان توانمند بیشتری شود. او در اوایل سال ۱۶۷۰، یک عروس‌نشان از زنانی که واجد شرایط ازدواج بودند ترتیب داد. ناتالیا که در آن موقع ۱۹ سال داشت، در خانهٔ پدرخوانده‌اش با تزار رو‌به‌رو و به دستور او به این مراسم فراخوانده شد. بنا به گفته منابع الکسی که تحت تأثیر زیبایی ناتالیا قرار گرفته بود او را بدون نیاز به ارزیابی‌های بیشتر به همسری برگزید. خانوادهٔ ماریا با این ادعا که ماتویف از گیاهان جادویی روی الکسی استفاده کرده است تا او را در مورد زیبایی ناتالیا اغوا کند، تلاش کردند تا از ازدواج آن دو جلوگیری کنند. این ادعاها مورد بررسی قرار گرفتند؛ اما در نهایت رد شدند و آنها در ۱ فوریه [سبک قدیمی: ۲۲ ژانویه] ۱۶۷۱ ازدواج کردند.

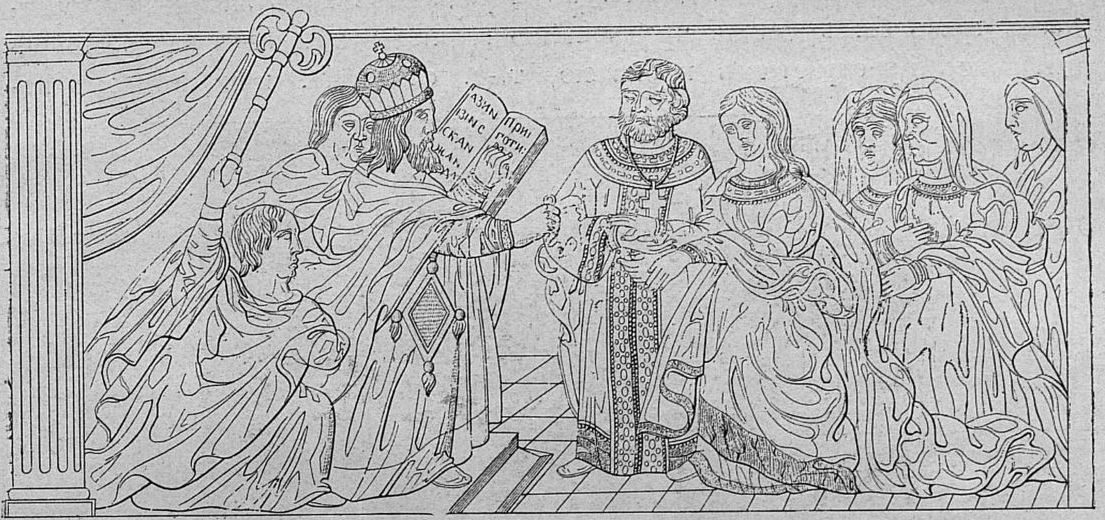
یک حکاکی روی لیوان تشریفاتی تزار الکسی که عروسی او با ناتالیا ناریشکینا را به تصویر می‌کشد.

الکسی و ناتالیا زندگی شادی داشتند و بیشتر وقت خود را با هم در قصرها و ویلاهای مختلف در اطراف مسکو سپری کردند. نخستین فرزند این زوج، تزار آیندهٔ روسیه یعنی پتر، در مه ۱۶۷۲ به دنیا آمد و به دنبال او، دو دخترشان ناتالیا و تئودورا نیز متولد شدند. به دنیا آمدن نخستین فرزند ناتالیا که یک پسر و سالم نیز بود، نفوذ سیاسی او، خاندان و هم‌پیمانانش را در کشور افزایش داد. رسم در آن زمان این بود که همسر تزار سبک زندگی خود را حفظ و تمام امور را به شوهرش موکول می‌کرد و کارهای خانه را انجام می‌داد؛ ناتالیا که در یک خانوادهٔ لیبرال و متأثر از اروپا بزرگ شده بود، از این امر خشمگین بود و به تدریج در طول دوران حضور خود به عنوان تزاریتسا، به آزادی‌های بیشتری مانند اجازهٔ سوار شدن در کالسکه روباز و حضور در کلیسا بدون حجاب دست یافت. او همچنین عاشق رقص و بازدید از میهمانی‌های دیپلماتیک بود و نخستین زن روسی بود که به تماشای یک تئاتر نشست.
ناتالیا در سال ۱۶۷۶ بیوه شد. پس از مرگ الکسی ۲۹ ژانویه، دورهٔ نگران‌کننده‌ای برای ناتالیا فرا رسید. او باید رهبر خاندان ناریشکین می‌شد که بدون موفقیت با خاندان میلوسلاوسکی جنگیدند. پسر ارشد الکسی از ازدواج قبلی‌اش به عنوان فیودور سوم بر تخت سلطنت نشست. فیودور و برادرش ایوان با نامادری خود با محبت رفتار می‌کردند و همیشه از او با عنوان «مادر» یاد می‌کردند. در زمان سلطنت فیودور، ناتالیا با پسرش پتر عمدتاً در روستای پرئوبراژنسکویه در نزدیکی مسکو زندگی می‌کردند.

## سلطنت  و مرگ

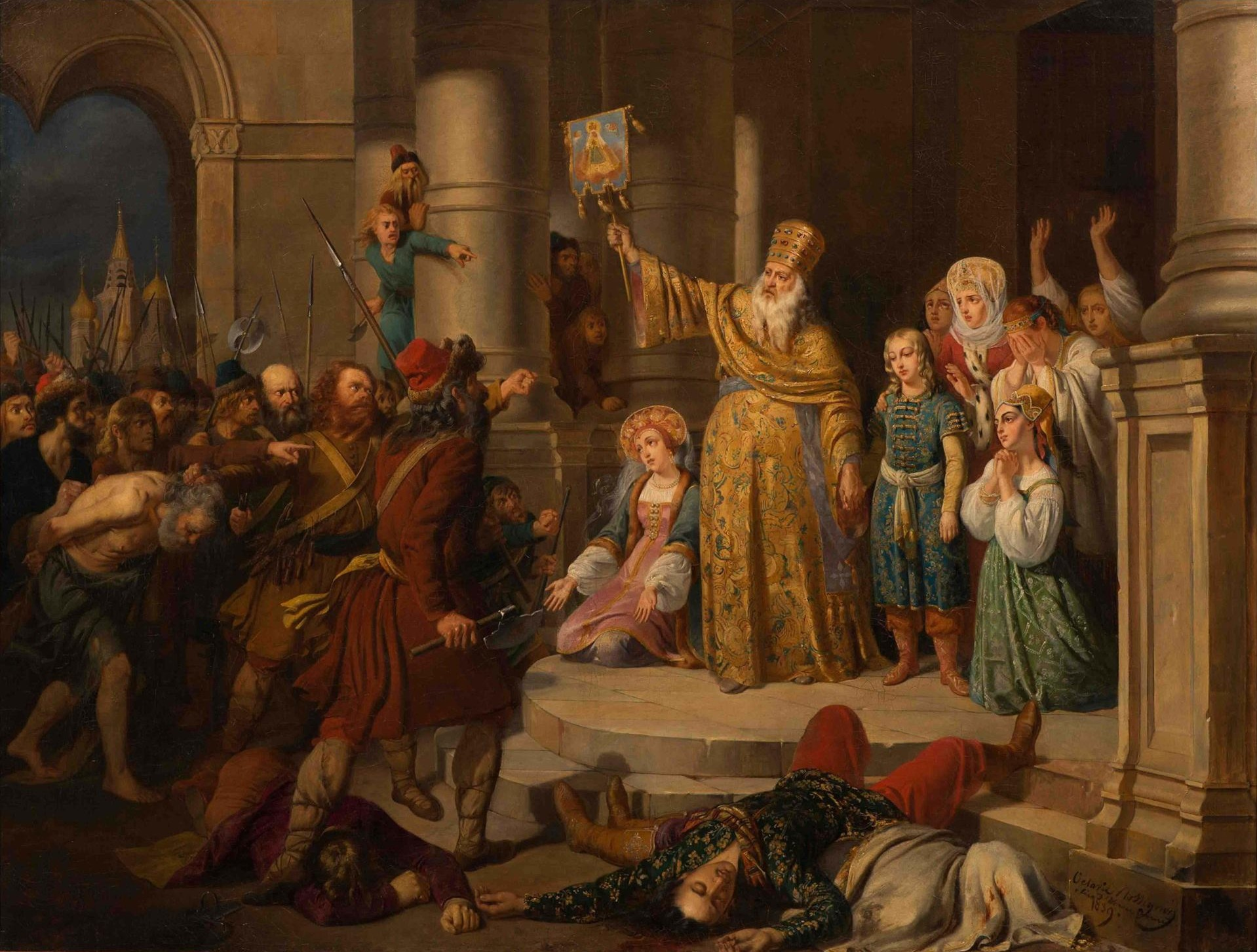
نگارهٔ قیام استرلتسی اثر اکتاوی روسینیون در ۱۸۳۹م؛ در پایین تصویر درباریان کرملین مسکو کشته شده‌اند، پدرسالار یواخیم که دست ایوان جوان را گرفته، تلاش می‌کند شورشی‌ها را آرام کند و در پشت، شاهدخت‌های روسیه در حال تمنا و گریستن هستند.

هنگامی که فیودور سوم در سال ۱۶۸۲ درگذشت، ناتالیا و خاندانش برای تزار شدن پسر ۱۰ ساله‌شان پتر تلاش کردند و پاتریارک یواخیم هم تعیین پتر به عنوان جانشین را تضمین کرد. خود ناتالیا با پدرخوانده خود آرتامون ماتویف که از تبعید فراخوانده شده بود، به عنوان نایب‌السلطنه تعیین شدند. اما تنها قدرت‌گیری ناریشکین‌ها برای میلوسلاوسکی‌ها پذیرفتنی نبود. آنان با برانگیختن سپاه استرلتسی، شورشی خونین را در مسکو به راه انداختند که در جریان آن، ماتویف و دو برادر ناتالیا کشته شدند و پدر واقعی‌اش کریل ناریشکین نیز مجبور به راهب شدن در یک صومعه شد. خواهر بزرگ‌تر فیودور، سوفیا آلکسیونا، جایگزین ناتالیا به عنوان نایب‌السلطنه شد و او را به‌طور کامل از صحنهٔ قدرت کنار زد.

### در زمان حکومت سوفیا
در زمان نایب‌السلطنگی سوفیا و سلطنت مشترک پسرش پتر و برادر ناتنی‌اش ایوان، اگرچه ناتالیا در گمنامی نسبی زندگی می‌کرد؛ اما حمایت ویژهٔ پدرسالار یواخیم و بسیاری از خانواده‌های بویار و اشراف روسیه را به دست آورد. ناتالیا بیشتر وقت خود را در کاخ تابستانی الکسی در پرئوبراژنسکویه، در حدود ۵ کیلومتری مسکو، همراه با پتر گذراند. در سال ۱۶۸۹، به اصرار و دستور ناریشکین‌ها و شخص ناتالیا، اولین ازدواج پتر با همسر انتخابی ناتالیا، اودوکسیا لوپوخینا انجام شد. ناتالیا او را برای مهارکردن پسر سرکشش انتخاب کرده بود‌.

### پس از سرنگونی سوفیا

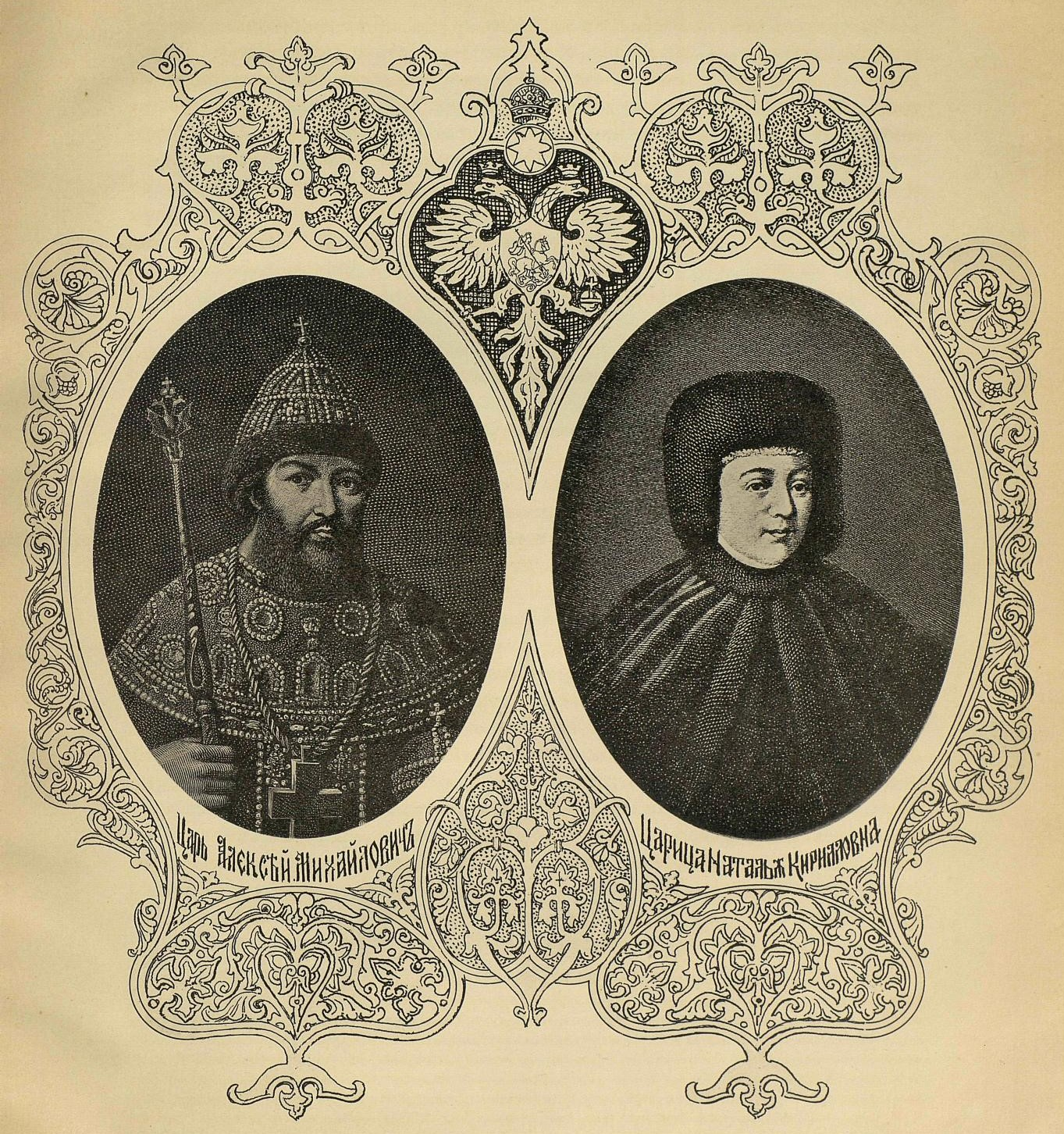
نگاره‌ای از الکسی یکم و ناتالیا ناریشکینا در کنار هم

این موقعیتِ ملکهٔ بیوه تا پیروزی پسرش پتر بر سوفیا در سال ۱۶۸۹ ادامه یافت. در اوت ۱۶۸۹، زمانی که پتر سوفیا را سرنگون کرد، او و ایوان همدست وی بودند. پس از کسب این پیروزی، تزار ۱۷ ساله ترجیح داد عمدتاً با ساخت ارتش و ناوگان مدرن روسیه در دریاچه پلشچایوو سر و کار داشته باشد و تمام بار و مسائل دولتی را به صلاح‌دید مادرش بسپارد که او نیز به نوبهٔ خود آنها را به بستگانش می‌سپرد. بدین شکل ناتالیا دوباره به عنوان نایب‌السلطنه به حکومت بازگشت. برادر او لِو ناریشکین، به عنوان «وزیر امور خارجه» و «نخست‌وزیر بالفعل» منصوب شد. از آن پس و تا زمانی که پتر کنترل بر دولت را ۵ سال بعد شخصاً به عهده گرفت، ناتالیا با کمک برادرش لو و پاتریارک یواخیم، نقش اصلی را در حکومت روسیه ایفا کرد.
هنگامی که پدرسالار یواخیم در سال ۱۶۹۰ درگذشت، پتر می‌خواست مارسلوس، اسقف پسکوف را که به خارج از کشور سفر کرده بود و به چندین زبان صحبت می‌کرد، به عنوان پاتریارک جدید منصوب کند. با این حال، ناتالیا جناح محافظه‌کار در دربار را رهبری کرد تا کشیش آدریان که هم جناح آنان و اسقف کازان بود را به ریاست کلیسای ارتدکس روسی معرفی کنند. ناتالیا در دوران زمام‌داری خود، ازجمله مسیر خارج‌کردن زنان از انزوای سنتی را در پیش گرفت.
بوریس کوراکین دیپلمات روس، در اثرش تاریخ تزار پتر آلکسیوویچ و نزدیکان او (۱۶۸۲–۱۶۹۴)، شرح زیر را از ناتالیا ناریشکینا و سلطنتش ارائه می‌دهد:
این شاهزاده خانم دارای خلق‌وخویی خوب و با فضیلت بود؛ اما نه کوشا بود و نه در تجارت مهارت داشت و نه ذهن سبکی داشت. به همین دلیل حکومت کل کشور را به برادرش بویار لِو ناریشکین و سایر وزیران سپرد. سلطنت این ملکه ناتالیا بسیار ناصادقانه بود و مردم ناراضی و آزرده شدند. در دورهٔ او قضاوت‌های ناعادلانهٔ قاضی‌ها شروع شد و رشوه‌خواری‌های بزرگ و دزدی‌های دولتی‌ای که تا امروز با تکثیر ادامه دارند و رفع آفت آنها مشکل است...
اگرچه هیچ دستاورد حکومتی قابل توجهی از سوی ناتالیا وجود نداشت، اما همان‌طور که از مکاتبات آنها مشاهده می‌شود، تأثیر او بر پسرش پتر کاملاً آشکار بود. پتر جوان و ماجراجو اغلب با غیبت‌ها و مخصوصاً سفرهای دریایی، مادرش را ناراحت می‌کرد. سرانجام ناتالیا ناریشکینا در ۴ فوریه [سبک قدیمی: ۲۵ ژانویه] ۱۶۹۴ و در سن ۴۲ سالگی بر اثر بیماری قلبی درگذشت. پتر پس از مرگ مادرش توانست استقلال شخصی و قدرت کامل را در کشور به دست گیرد. او خبر درگذشت مادرش را در خانه‌اش در پرئوبراژنسکویه دریافت کرد و بسیار اندوهگین شد. مرگ ناتالیا باعث تغییر ترکیب کل دولت و سقوط لِو ناریشکین شد؛ زیرا پتر همیشه او را به عنوان یک فرد احمق در نظر می‌گرفت و تحقیر می‌کرد. از آن پس، پتر با قاطعیت حکومت را بر عهده گرفت. از آن لحظه به بعد، روسیه وارد مرحلهٔ جدیدی از توسعه شد و قرار بود تغییرات اساسی در زندگی مردم رخ دهد.

## ارزیابی
ناتالیا ناریشکینا علیرغم عمر کوتاهش، تقریباً در میان تمام ساکنان آن زمان روسیه شناخته شده بود. به گفتهٔ مورخان، او زنی فوق‌العاده بود که تربیتش با قواعد معمول آن زمان بسیار متفاوت بود. او می‌توانست استطاعت حضور در رویدادهای اجتماعی مختلف را داشته باشد و در فصل تابستان با یک کالسکهٔ رو باز به اطراف مسکو سفر کرد؛ کاری که در آن زمان غیر قابل قبول تلقی می‌شد. چنین جسارت‌هایی معاصران او را گیج و گاه حتی شوکه می‌کرد. این آزاداندیشی و خلق‌وخوی فعال او به‌طور کامل به پسرش پتر به ارث رسیده است. تأثیر ناتالیا بر پتر قابل توجه بود؛ او از دوران کودکی توجه زیادی به آموزش فرزندش داشت و حتی خودش در روند آموزش وی شرکت کرد و تأثیر قابل توجهی در رشد شخصیت پتر داشت.
ناتالیا تزار الکسی را مجبور کرد که رسم منزوی نگه‌داشتن خانوادهٔ خود در حرمسرا را کنار بگذارد و خودش آشکارا در برابر مردم ظاهر شد. به لطف او، تئاتر سلطنتی در روسیه، دوباره از سر گرفته شد. پس از عروسی الکسی و ناتالیا، بویارها نمایشی را که خودشان طراحی کرده بودند، به روی صحنه بردند. به متعاقب آن، اولین تئاتر سلطنتی در تاریخ روسیه در زمان تزار الکسی شکل گرفت که از سال ۱۶۷۲ تا زمان مرگ وی، هر ماه به‌طور رسمی اجرا می‌شد. در همان سال یک «مدرسه علوم تئاتر» در پرئوبراژنسکویه تأسیس شد که در آن ۶۴ کودک از خانواده‌های بورژوایی به آموزش در این زمینه می‌پرداختند. ناتالیا به‌طور جدی، عادات و قوانین قدیمی حرمسرای تزاری را از بین برد و در نهایت، تفکیک جنسیتی کاخ توسط پسرش پتر برای همیشه ممنوع شد. در قرن هجدهم میلادی، دربار سلطنتی روسیه بسیار شبیه به دربارهای اروپایی بود.
اوگنی نیکولاویچ پسیلیانین تاریخ‌نگار سرشناس روسی، در ارزیابی شخصیت ناتالیا ناریشکینا می‌نویسد: «مادر عقابی همچون پتر بودن کار آسانی نیست؛ اگر زندگی ناتالیا کیریلوونا در همان سرزمین‌هایی که ظاهراً نخست زندگی می‌کرد، یعنی ریازان و تامبوف می‌گذشت و در جایگاه یک نجیب‌زادهٔ روستایی باقی می‌ماند، شاید طعم خوشبختی بیشتر و یک زندگی در هر صورت آرام‌تر را می‌چشید. اما سرنوشت به او دستور داد که مادر تزارِ قهرمان باشد و او را با مراقبت‌ها و زحمات خود تغذیه و تربیت کند و سینه‌هایش را برای او در مقابل نخستین خطرات شدید چنین زندگیِ طوفانی و درخشانی سپر کند. به همین دلیل است که روسیه درحالی‌که پتر کبیر، این نابغهٔ مردمی را تجلیل می‌کند، نمی‌تواند و نباید مادر رنج کشیده‌اش را فراموش کند.»

## فرزندان

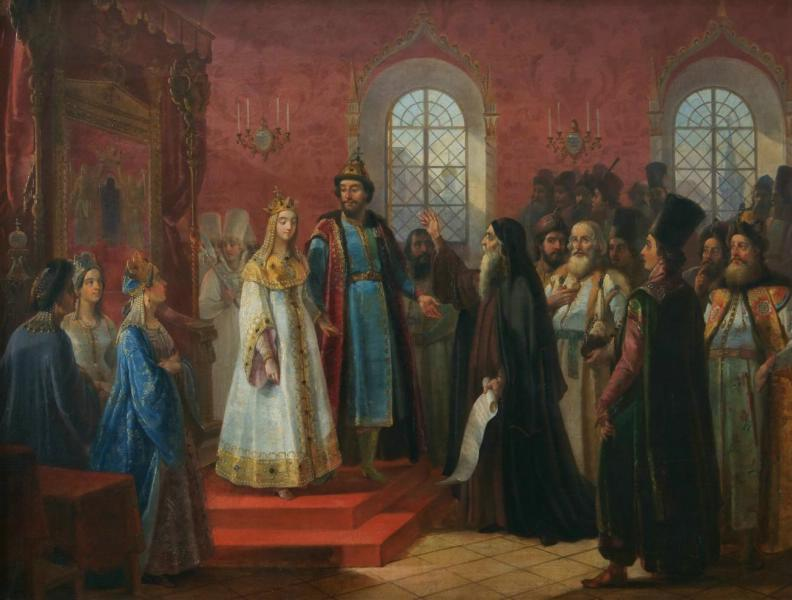
نگاره‌ای از جشن تولد پتر نخستین پسر الکسی و ناتالیا، اثر واسیلی دمیدوف در ۱۸۴۶م

ناتالیا از الکسی یکم ۳ فرزند به دنیا آورد. برخلاف فرزندان ماریا میلوسلاوسکایا زن پیشین الکسی، فرزندان ناتالیا مدت بیشتری عمر کردند:
- پتر آلکسیوویچ (۹ ژوئن [سبک قدیمی: ۳۰ مه] ۱۶۷۲ – ۸ فوریه [سبک قدیمی: ۲۸ ژانویه] ۱۷۲۵): نخستین فرزند و تنها پسر ناتالیا که در سال ۱۶۸۲ تزار و بعد‌ها به عنوان پتر کبیر، امپراتوری روسیه را بنیان گذاشت.
- ناتالیا آلکسیونا (۱ سپتامبر [سبک قدیمی: ۲۲ اوت] ۱۶۷۳ – ۲۹ ژوئن [سبک قدیمی: ۱۸ ژوئن] ۱۷۱۶): دومین فرزند ناتالیا و الکسی که هیچ‌گاه ازدواج نکرد و در ۴۳ سالگی درگذشت.
- فیودورا آلکسیونا (۱۴ سپتامبر [سبک قدیمی: ۴ سپتامبر] ۱۶۷۴ – ۸ دسامبر [سبک قدیمی: ۲۸ نوامبر] ۱۶۷۷): سومین و آخرین فرزند ناتالیا و الکسی که در کودکی و ۳ سالگی درگذشت.

## نگارخانه

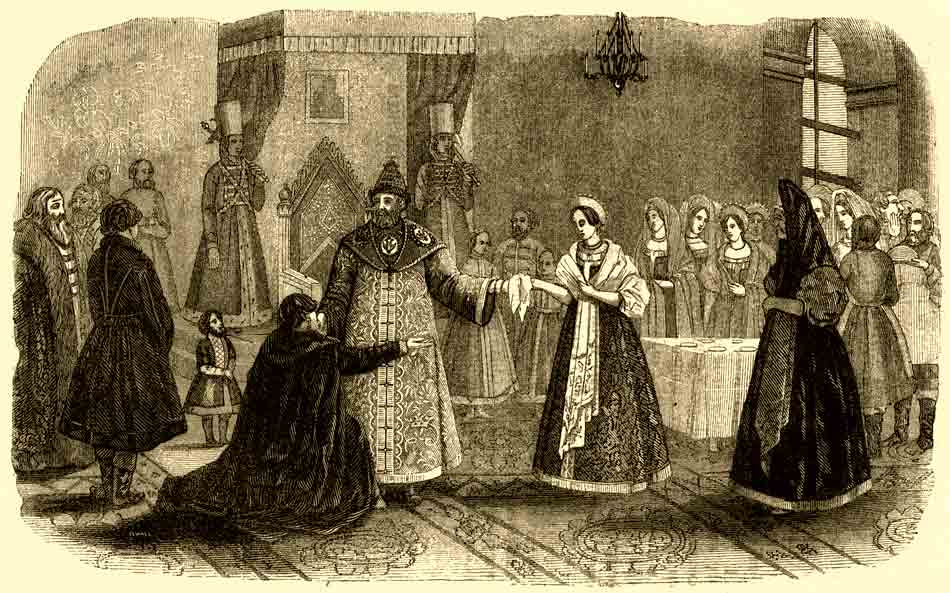
نگاره‌ای از لحظه برگزیدن ناتالیا ناریشکینا توسط الکسی یکم به عنوان تزاریتسا، در حدود ۱۸۴۰م.
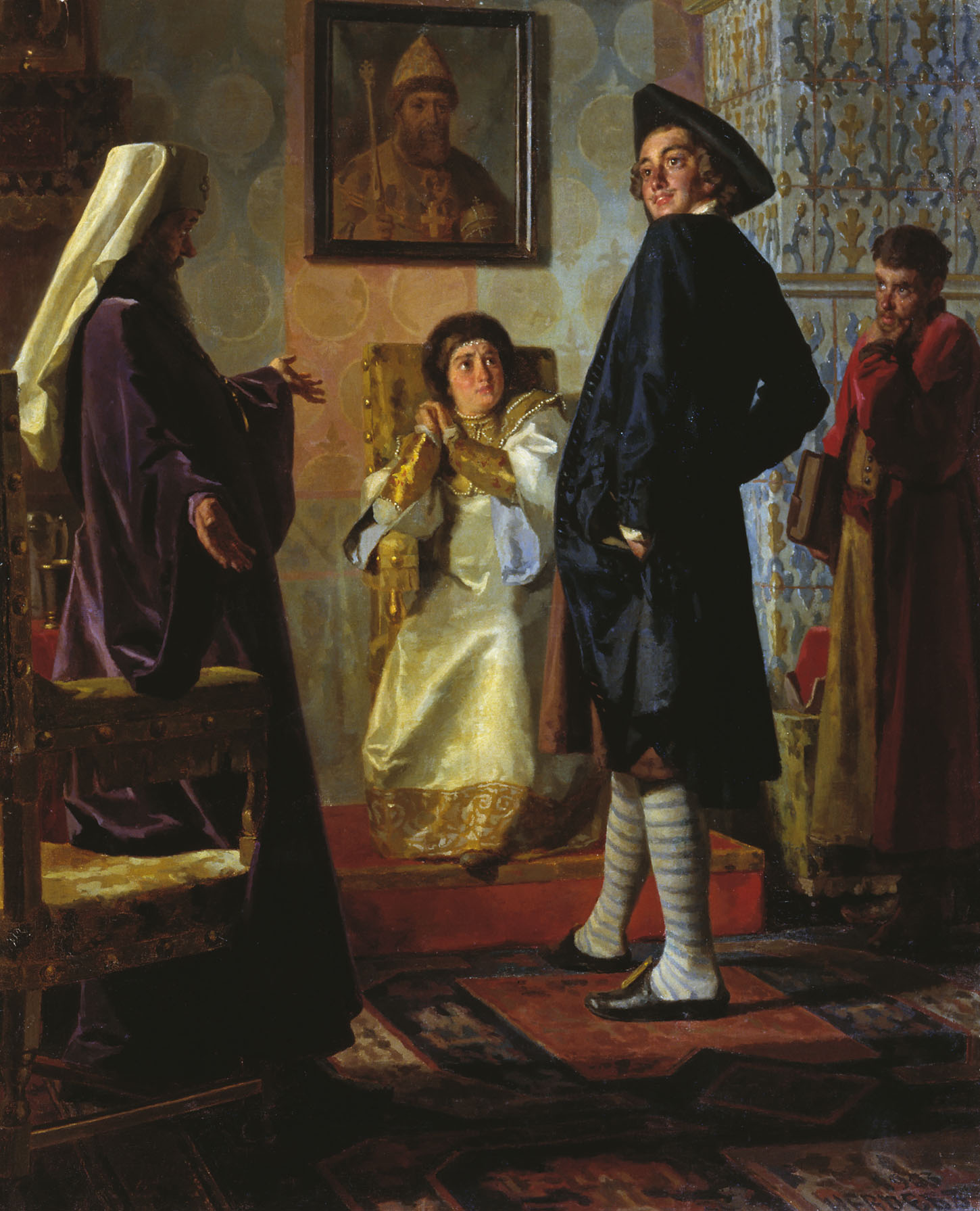
نگارهٔ پتر یکم در لباس خارجی اثر نیکولای نوروف در ۱۹۰۳م، که ملاقات پتر کبیر در جوانی با مادرش ناتالیا در کنار پدرسالار آدریان و معلم نیکیتا زوتوف را با لباس اروپایی نشان می‌دهد.
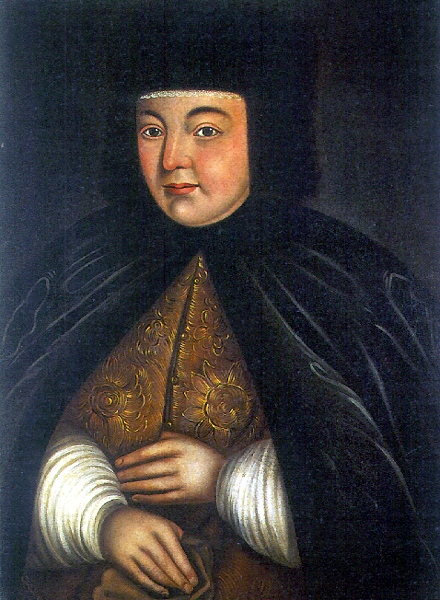
پرتره‌ای از ناتالیا ناریشکینا اثر هنرمند ناشناس
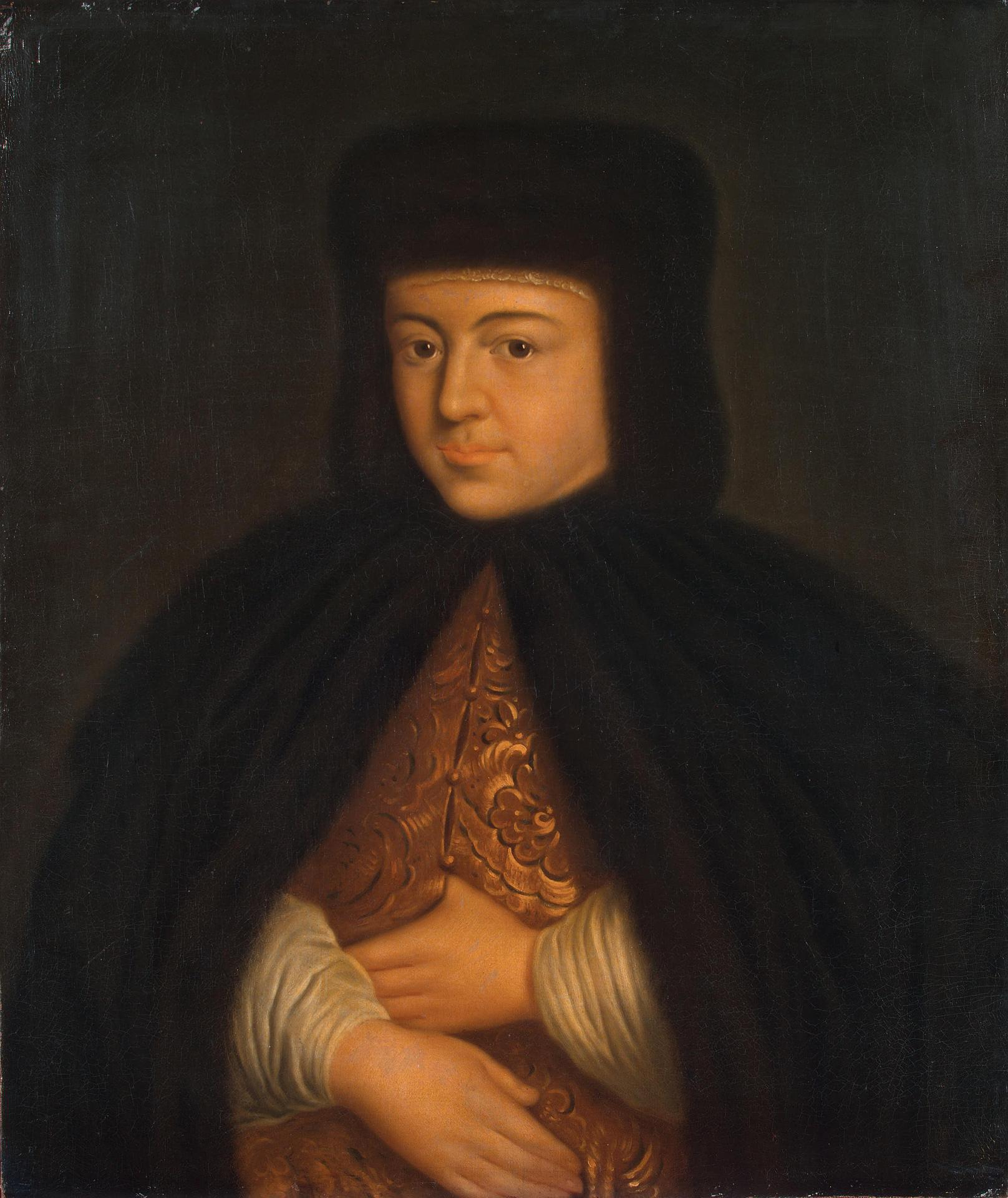
پرتره‌ای از ناتالیا ناریشکینا اثر هنرمند ناشناس